# Gare de Shimonoseki
La gare de Shimonoseki (下関駅, Shimonoseki-eki) est une gare ferroviaire de la ville de Shimonoseki, dans la préfecture de Yamaguchi au Japon. Elle est exploitée par la compagnie JR West.

## Situation ferroviaire
La gare de Shimonoseki est située au point kilométrique (PK) 528,1 de la ligne principale Sanyō.

## Histoire
La gare a été inaugurée le 27 mai 1901.

## Service des voyageurs

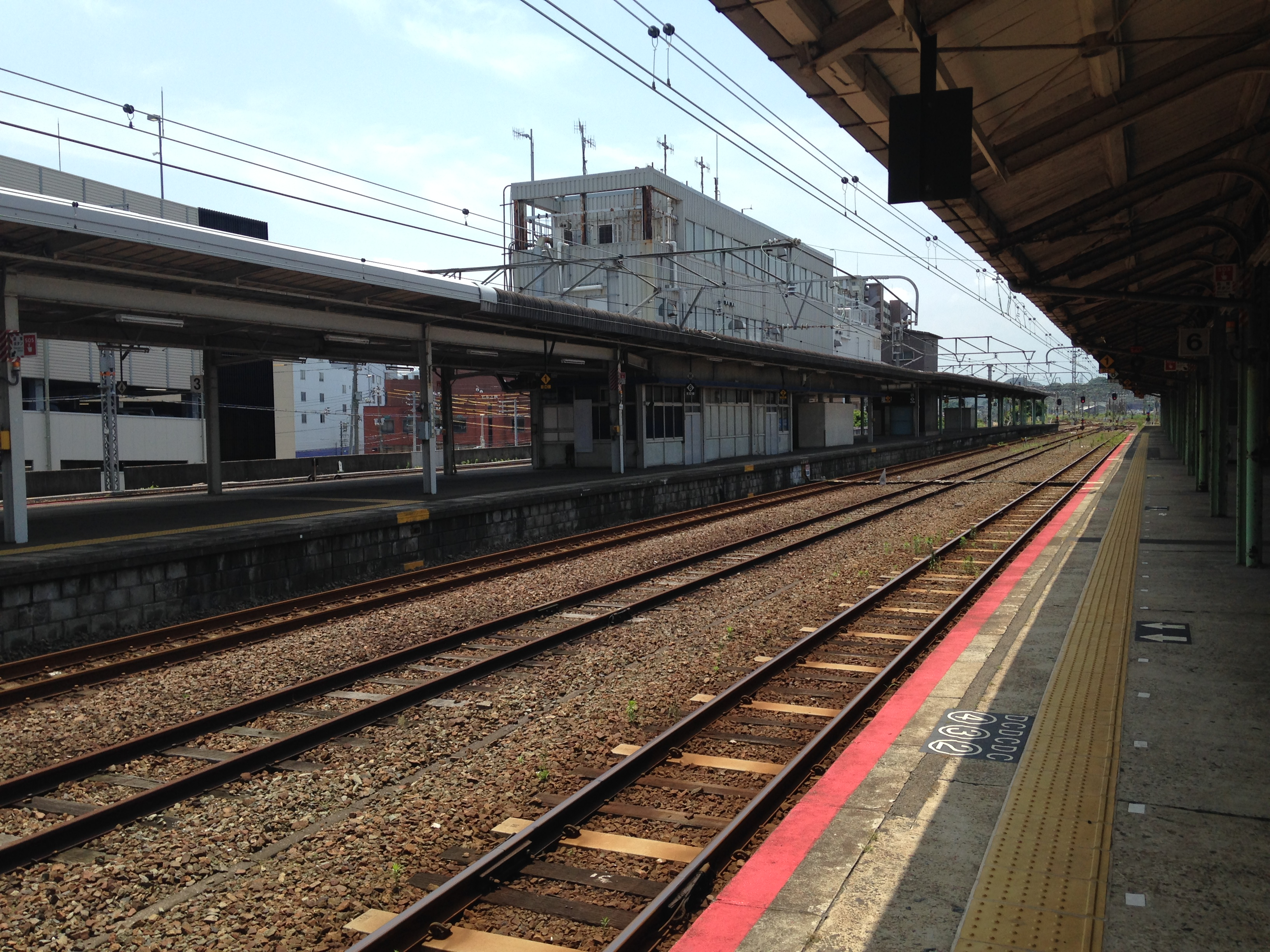
Vue des quais de la gare

### Accueil
La gare dispose d'un bâtiment voyageurs ouvert tous les jours, avec des guichets et des automates pour l'achat de titres de transport.

### Desserte
- Ligne principale Sanyō :
  - voies 3, 4, 7 et 8 : direction Moji et Kokura
  - voies 6 à 9 : direction Shin-Yamaguchi et Iwakuni
- Ligne principale Sanin :
  - voie 9 : direction Hatabu, Kogushi et Nagatoshi